# Seleção Brasileira de Voleibol Masculino Sub-21
A Seleção Brasileira de Voleibol Masculino Sub-21, também conhecida como Brasil Sub-21, é a seleção brasileira de voleibol formada por jogadores com idade inferior a 21 anos. A equipe é mantida pela Confederação Brasileira de Voleibol (CBV) e encontra-se na 7ª posição do ranking mundial da FIVB segundo dados de 24 de outubro de 2022.

## Resultados

### Campeonato Mundial
| Campeonato Mundial Sub-21 | Campeonato Mundial Sub-21 | Campeonato Mundial Sub-21 |
| Ano                       | Sede                      | Classificação             |
| ------------------------- | ------------------------- | ------------------------- |
| 1977                      | Rio de Janeiro            | 3º                        |
| 1981                      | Colorado Springs          | 2º                        |
| 1985                      | Milão                     | 6º                        |
| 1987                      | Manama                    | 6º                        |
| 1989                      | Atenas                    | 3º                        |
| 1991                      | Cairo                     | 4º                        |
| 1993                      | Rosário                   | 1º                        |
| 1995                      | Jor Baru                  | 2º                        |
| 1997                      | Manama                    | 2º                        |
| 1999                      | Ubon Ratchathani          | 3º                        |
| 2001                      | Breslávia                 | 1º                        |
| 2003                      | Teerã                     | 2º                        |
| 2005                      | Visagapatão               | 2º                        |
| 2007                      | Casablanca–Rabat          | 1º                        |
| 2009                      | Pune                      | 1º                        |
| 2011                      | Rio de Janeiro–Niterói    | 5º                        |
| 2013                      | Ancara–Esmirna            | 2º                        |
| 2015                      | Mexicali–Tijuana          | 4º                        |
| 2017                      | Brno–České Budějovice     | 4º                        |
| 2019                      | Manama                    | 3º                        |
| 2021                      | Sófia–Cagliari–Carbonia   | 7º                        |
| 2023                      | Manama                    | 6º                        |

### Campeonato Sul-Americano
| Campeonato Sul-Americano Sub-21 | Campeonato Sul-Americano Sub-21 | Campeonato Sul-Americano Sub-21 |
| Ano                             | Sede                            | Classificação                   |
| ------------------------------- | ------------------------------- | ------------------------------- |
| 1972                            | Rio de Janeiro                  | 1º                              |
| 1974                            | Mendoza                         | 1º                              |
| 1976                            | La Paz                          | 1º                              |
| 1978                            | Rio de Janeiro                  | 1º                              |
| 1980                            | Santiago                        | 2º                              |
| 1982                            | Santa Fé                        | 2º                              |
| 1984                            | Bucaramanga                     | 1º                              |
| 1986                            | São Paulo                       | 1º                              |
| 1988                            | Caracas                         | 1º                              |
| 1990                            | Catamarca                       | 1º                              |
| 1992                            | Guaiaquil                       | 1º                              |
| 1994                            | Lima                            | 1º                              |
| 1996                            | Cáli                            | 1º                              |
| 1998                            | Santiago                        | 1º                              |
| 2000                            | Maracaibo                       | 2º                              |
| 2002                            | Poços de Caldas                 | 1º                              |
| 2004                            | Santiago                        | 1º                              |
| 2006                            | Manaus                          | 1º                              |
| 2008                            | Poços de Caldas                 | 2º                              |
| 2010                            | Santiago                        | 1º                              |
| 2012                            | Saquarema                       | 1º                              |
| 2014                            | Saquarema                       | 1º                              |
| 2016                            | Bariloche                       | 2º                              |
| 2018                            | Bariloche                       | 1º                              |
| 2022                            | Tacna                           | 1º                              |
| 2024                            | Callao                          | 1º                              |

### Copa Pan-Americana
| Copa Pan-Americana Sub-21 | Copa Pan-Americana Sub-21 | Copa Pan-Americana Sub-21 |
| Ano                       | Sede                      | Classificação             |
| ------------------------- | ------------------------- | ------------------------- |
| 2015                      | Gatineau                  | 1º                        |
| 2017                      | Fort McMurray             | 1º                        |

## Elenco atual
Atletas convocados para a disputa do Campeonato Mundial Sub-21 de 2023.
 Técnico:  Guilherme Novaes
| Camisa | Nome              | Posição    | Altura (m) | Peso (kg) | Clube atual                |
| ------ | ----------------- | ---------- | ---------- | --------- | -------------------------- |
| 2      | Gustavo Cardoso   | Levantador | 1,90       | 93        | Farma Conde Vôlei São José |
| 5      | Filipe Baioco     | Líbero     | 1,81       | 84        | Minas Tênis Clube Sub-21   |
| 6      | Guilherme Amorim  | Ponteiro   | 1,96       | 76        | —                          |
| 7      | Thiery Nascimento | Central    | 2,04       | 98        | Sesi-Bauru                 |
| 8      | Samuel Neufeld    | Oposto     | 2,03       | 87        | Itambé/Minas               |
| 12     | Eduardo Sabi      | Levantador | 1,85       | 80        | Park University Pirates    |
| 13     | João Vitor Lima   | Oposto     | 1,94       | 82        | —                          |
| 14     | Maicon França     | Central    | 2,15       | 99        | Araguari Vôlei             |
| 17     | Bryan Silva       | Ponteiro   | 2,04       | 85        | Minas Tênis Clube Sub-21   |
| 18     | Henrique Guedes   | Central    | 1,99       | 90        | Minas Tênis Clube Sub-21   |
| 19     | Arthur Bento      | Ponteiro   | 2,05       | 95        | Itambé/Minas               |
| 20     | Lukas Bergmann    | Ponteiro   | 2,04       | 89        | Sesi-Bauru                 |